# Kazimierz Michalski (wojskowy)
Kazimierz Michalski z domu Pizło (ur. 28 listopada 1925 w Pikulicach, zm. 28 grudnia 2006 w USA) – pułkownik Wojska Polskiego, długoletni pracownik wywiadu wojskowego PRL, m.in. szef Oddziału II (Operacyjnego) Zarządu II Sztabu Generalnego Wojska Polskiego, zastępca szefa Zarządu II Sztabu Generalnego Wojska Polskiego (1965–1972), ambasador PRL w Turcji (1983–1987).

## Życiorys
Syn Stanisława i Stanisławy. W 1947 słuchacz Akademii Sztabu Generalnego WP. W lutym 1950 rozpoczął służbę w wywiadzie wojskowym, zaczynając jako słuchacz Korpusu Specjalnego Oddziału II Sztabu Generalnego LWP w Milanówku. Pracę w Oddziale II rozpoczął od posady pomocnika kierownika Sekcji 2 (amerykańskiej) Wydziału II (Operacyjnego) Oddziału II Sztabu Generalnego LWP, którą objął w kwietniu 1950. Od grudnia 1950 pracował już jako oficer w Wydziale II w Sekcji II Oddziału II SG LWP. W 1951 nastąpiła reorganizacja struktur wywiadu wojskowego – Oddział II przekształcono w Zarząd II Sztabu Generalnego Wojska Polskiego, a podstawowe wydziały przeniesiono do rangi oddziałów. W listopadzie 1951 Michalski pracował jako oficer Oddziału II (Operacyjnego) Zarządu II Sztabu Generalnego WP. Pod koniec tego samego roku (1951) został mianowany attaché wojskowym w Bernie. Po powrocie ze Szwajcarii w 1954 objął stanowisko zastępcy szefa Oddziału II – Zarządu II SG WP; na jesieni 1956 został szefem Oddziału II Operacyjnego. W latach 1958–1961 został ponownie wysłany jako attaché wojskowy, tym razem do Paryża. W 1961, najpewniej w wyniku wskazania Amerykanom (którzy z kolei przekazali tę informację francuskiemu kontrwywiadowi) przez byłego rezydenta wywiadu wojskowego Jerzego Bryna, został aresztowany, a następnie wydalony z Francji. W latach 1965–1972 zastępca szefa Zarządu II Sztabu Generalnego Wojska Polskiego. W latach 1973–1976 – attaché wojskowy Ambasady PRL w Algierze. Następnie dyrektor Biura w Ministerstwie Spraw Zagranicznych. W latach 1983–1987 – ambasador nadzwyczajny i pełnomocny PRL w Turcji.
Odznaczony m.in. Krzyżem Komandorskim, Oficerskim i Kawalerskim Orderu Odrodzenia Polski, Złotym Krzyżem Zasługi, Orderem Wojny Ojczyźnianej I stopnia (ZSRR), Orderem Zwycięstwa (Socjalistyczna Republika Wietnamu) oraz wieloma innymi odznaczeniami.